# يو جي إم-96 ترايدنت 1
صاروخ يو جي إم-96 ترايدنت 1، (بالإنجليزية: UGM-96 Trident I)‏. أو ترايدنت سي 4، كانت يطلق من الغواصات الصواريخ البالستية الأمريكية، التي بناها أنظمة الفضاء لوكهيد مارتن في ساني فيل، كاليفورنيا. نشرت لأول مرة في عام 1979 ، استبدال ترايدنت 1 صواريخ بوسيدون. تم تقاعده في عام 2005 ، بعد أن تم استبداله بـ يو جي إم-133 ترايدنت 2. في عام 1980 ، طلبت البحرية الملكية صواريخ ترايدنت أنا بموجب اتفاقية مبيعات بولاريس. في عام 1982 ، تم تغيير هذا إلى ترايدنت 2. كان أول صاروخ ترايدنت يدخل الخدمة.

## خلفية تاريخية
كانت أول ثمانية غواصات من طراز أوهايو مسلحة بصواريخ ترايدنت الأولى. تم تحديث اثني عشر غواصات جيمس ماديسون وبنجامين فرانكلين من جديد مع صواريخ ترايدنت 1 ، التي حلت محل صواريخ بوسيدون القديمة. ويعمل الصاروخ ترايدنت 1 بثلاث مراحل، بالوقود الصلب.